# لوحة ماريا بورتيناري
لوحة ماريا بورتيناري، لوحة صغيرة رسمها هانس ميملنغ بالتمبرا والألوان الزيتية على لوح من خشب البلوط بين 1470–1472. تُصور ماريا مادالينا بارونشيلي، التي لا يعرف عنها سوى النذر اليسير. فقد كانت تبلغ أربعة عشر عاماً وقد رُسمَت قبل زواجها من المصرفي الإيطالي توماسو بورتيناري بفترة وجيزة. ترتدي ماريا أحدث صيحات موضة أواخر القرن الخامس عشر، حيث تتزين بغطاء رأس مخروطي أسود طويل مع وشاح شفاف وقلادة منمقة مرصعة بالجواهر. ويشبه غطاء رأسها وقلادتها المماثلين لهما الموجودان في التصوير اللاحق للوحة في لوح بورتيناري الثلاثي لهوجو فان در (حوالي 1475) وهي لوحة ربما كانت قائمة جزئياً على لوحة ميملنغ.
تحتل اللوحة الجانب الأيمن من لوح تعبدي مفصلي ثلاثي. سُجلَ الجزء الأوسط المفقود من اللوح في قوائم جرد القرن السادس عشر كلوحة العذراء والطفل، أما لوحة الجانب الأيسر فتصور توماسو. طلب توماسو رسم اللوحات الثلاث وهو أحد أفراد عائلة فلورنسية بارزة. كان توماسو أحد المقربين من شارل الجرئ ومديراً طموحاً لفرع بنك في بروج يملكه لورينزو دي ميديشي، كذلك كان راعياً معروفاً ونشيطاً للفن الفلمنكي. لكن في النهاية، فقد توماسو منصبه بسبب سلسلة من القروض الكبيرة الغير مضمونة والمحفوفة بالمخاطر التي منحها لشارل.
إن لوحتي ماريا وتوماسو معلقتين بجانب بعضهما البعض في متحف المتروبوليتان للفنون في نيويورك. مع ضياع لوحة الجزء الأوسط؛ الذي يقترح بعض مؤرخي الفن أنه ربما كان لوحة العذراء والطفل الموجودة في المعرض الوطني بلندن.

## التكليف

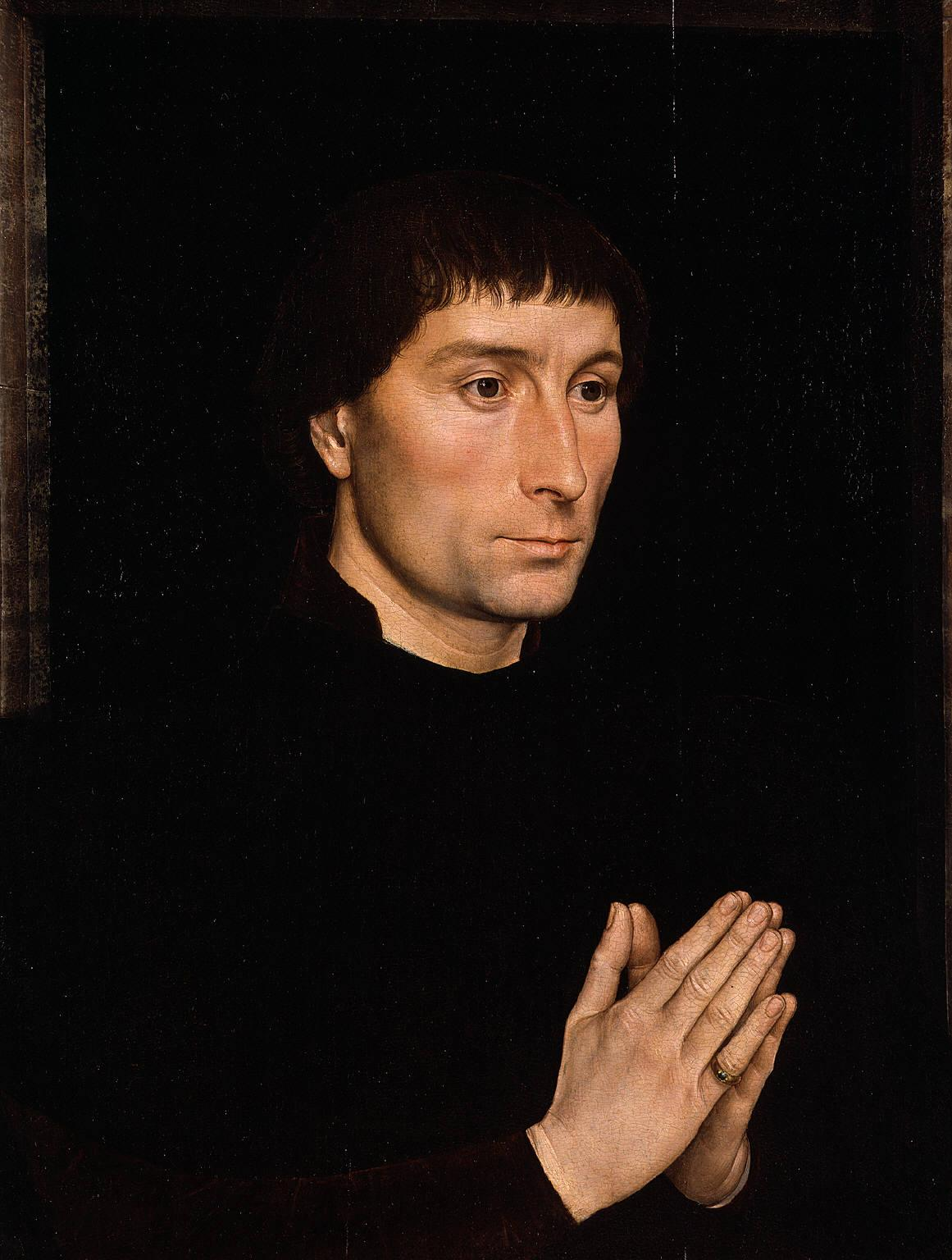
بورتريه توماسو بورتيناري، 1470. متحف المتروبوليتان للفنون، نيويورك

طلب توماسو المحب للفن عمل بورتريه من ثلاث لوحات بحيث يحتل فيها الجانب الأيمن. بينما تكون ماريا مقابل زوجها ويتركز في المنتصف بورتريه العذراء والطفل المفقود حالياً. يعتقد بعض مؤرخي الفن، أن حجم اللوحة الصغير والألفة الموجودة بها يوحي بأن البورتريهات قد طُلبت لأجل أداء صلوات خاصة؛ نظراً لأن فطنة توماسو الثقافية وانشغاله بمركزه الاجتماعي، كانت متاحة جزئياً للجمهور. وربما كان المقصود من اللوح الثلاثي هو مصلي بورتيناري، الذي يقع خلف حنية كنيسة سانت أوستورجيو في ميلانو وأُقيم بين عامي 1462 و1468.
كانت ماريا تبلغ حوالي 14 عاماً حينما طُلبّ رسم البورتريه، إما في سنة زواجها 1470 أو بعدها بفترة قصيرة. مَثلّ توماسو مصرف ميديشي في بروج، لكن بعد حياة مهنية واعدة ومبكرة، قدم عدداً من قروض محفوفة بالمخاطر وغير مضمونة لشارل الجرئ والتي تُركت دون سداد، مما أدى في النهاية إلى إفلاس الفرع. وقد توفي شاباً وعندما ذُكرت اللوحة لأول مرة ضمن مجموعته في 1501، كان قد توفيّ. وقد دُونّ أن ماريا كانت ما تزال على قيد الحياة حينها؛ وكانت المنفذة لوصية زوجها لكن مصيرها بعد ذلك غير مؤكد. تضع قائمة الجرد لعام 1501 كلتا اللوحتين كجانبين، مع لوح العذراء والطفل في القلب؛ «إنه لوح مرسوم صغير وقيم، مع أيقونة للسيدة العذراء في المنتصف وعلى الجانبين رُسمّ توماسو وزوجته مونا ماريا» (una tavoletta dipinta preg [i] ata cum nel mezo una immagine di Nostra Donna e delle bande si è Tommaso e mona Maria sua donna dipinti in deta tavoletta).

## الوصف

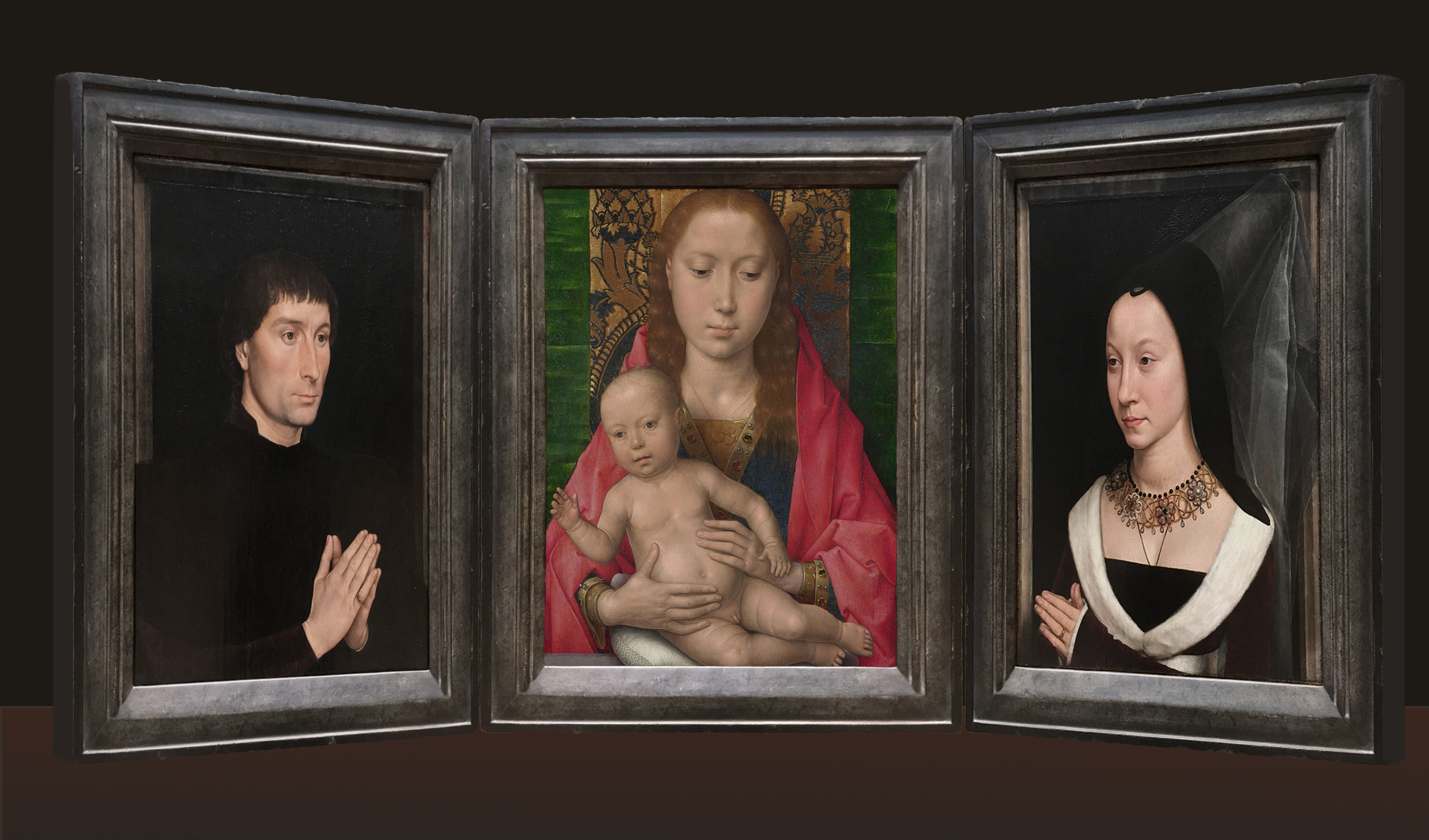
إعادة تشكيل تأملية للوح الثلاثي الأصلي، بوجود لوحة العذراء والطفل في المنتصف

تعرض اللوحة المرسومة بالطول ماريا بورتيناري (المولودة باسم ماريا مادالينا بارونشيلي في 1456) في منظر من ثلاثة أرباع متجهة لليسار. بملامح اسكندنافية إلى حد ما مرتدية أحدث الأزياء المعاصرة لصفوة المجتمع الفلمنكي والإيطالي. وقد رسمت على خلفية مسطحة، قاتمة ومظلمة بينما تقبض على يداها في وضع الصلاة. كانت خلفيات لوحات ميملينغ المبكرة، مائلة إلى الوضوح، كما كان الحال دائماً في أعمال يان فان إيك وروجير فان در فايدن والتي كانت ذات أفضلية داخل دوائر البلاط الملكي البورغوندي. على النقيض من ذلك، فإن خلفيات لوحات ميلمينغ اللاحقة تعرض تصميمات داخلية غنية أو مقابلة لمناظر طبيعية مؤطرة بأعمدة، كما هو الحال في لوحة بينديتو بورتيناري وهي حقيقة ساعدت في تأريخ أعماله.
يبدو وجه ماريا مثالياً ومتوافقاً مع مُثُل الجمال المعاصرة، خاصةً في الحواجب المرفوعة والأنف الطويل. لاحظ المؤرخ الفني لورن كامبل تشابه وجهها مع وجه العذراء في لوحة ميلمنغ الموجودة في المتحف الوطني للفن القديم، لشبونة. في هذا العمل، حُجمَ إطار لوحة ماريا قليلاً مقارنة برأسها وهي خاصية شائعة في اللوحات الاسكندنافية المعاصرة، وجدت أيضاً في أعمال مماثلة لروجير فان در فايدن وبيتروس كريستوس. يرتكز كوعها على درابزين غير مرئي يتوافق مع الحافة السفلية للإطار الحجري المطلي، حيث تعمل كخداع بصري يضعها في نفس الواقع وعلى مقربة من المشاهد على حد سواء. تتزين ماريا بخاتم زواج متواضع نسبياً مرصع بالياقوت والزفير. بينما تترصع قلادتها بجواهر حمراء وزرقاء أكثر، على غرار تصوير هوجو فان در غويس لها في لوح بورتيناري الثلاثي.

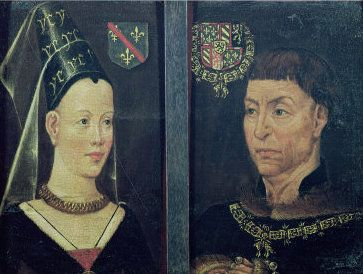
لوحة مزدوجة لشارل الجريء وإيزابيلا دي بوربون. رسمها فنان مجهول، ترجع للقرن السادس عشر، متحف الفنون الجميلة، غنت

يبدو غطاء رأس ماريا طويلاً، مجتزءاً وعادي نسبياً مع حجاب شفاف ينسدل حول ظهر عنقها، ويرتكز للحظة على كتفها. ربما وضعّ بلا زينة نسبياً حتى لا يصرف الانتباه عن القلادة. أما ثوبها فهو أسود أو بني في الغالب، برقبة عريضة ولكن عالية وحواشي من الفرو الأبيض مبطنة على الأكمام. ماريا لها عيون داكنة، أنف قوي، شفتان ممتلئتان وذقن مدببة. ترتدي في يدها الظاهرة، المقبوضة في وضع الصلاة ولكنها تقع خارج الوسط بشكل غير واقعي، ما يشبه خاتم مرصع بالجواهر. تحوي أكمام ثوبها الداكنة على قطعة قماش حمراء أو تبدو حمراء مخملية مشدودة بحزام أبيض. وقد حُلقّ شعرها للخلف لتحقيق أعلى درجة من الجبهة العالية والمظهر النموذجي العصري لذلك الوقت.
تبدو قلادة ماريا مذهبة ومرصعة باللؤلؤ والياقوت والزفير. وهي تحتوي على ثلاث زهور مفتوحة. واحدة بيضاء مرصعة بجوهرة من الياقوت وأخرى حمراء مرصعة بجوهرة من الزفير وواحدة رمادية زرقاء مرصعة بجوهرة من اللؤلؤ. يحتوي الصف العلوي على صف من حبات الجزع والتي تتدلى منها، وفقاً للمؤرخة الفنية صوفي مكونيل «دموع صغيرة» من الذهب وشرائط مطلية باللون الرمادي المزرق. هذه القلادة تشبه إلى حد بعيد القلادة التي ارتدتها مارغريت دوقة يورك في حفل زفافها لشارل الجرئ في عام 1468، الذي حضره أفراد عائلة بورتيناري. يشبه رسم لشارل في بورتريه مزدوج مع إيزابيلا دي بوربون، موجود حالياً في غنت، شكل توماسو في ملامح الوجه، في حين أن إيزابيلا وماريا تشبهان بعضهما كثيراً. يعتقد ديرك دي فوس أن فان در غويس ربما رأى اللوح الذي رسمه ميملينغ عندما أقام مع توماسو في بروج عام 1497 وأدرج العناصر في لوحته الخاصة.
إن حالة اللوحة جيدة جداً وهي من بين أفضل الأعمال المحفوظة لميملنغ. يُظهر الفحص التقني باستخدام الأشعة السينية أن غطاء الرأس احتوى في الأصل على لؤلؤ يُشكل حرفي "T" و"M"، اللذان يمثلان توماسو وماريا. يمكن العثور على علامة مماثلة من اللؤلؤ والتي كان من المفترض أن تكون علامة على العلاقة الزوجية، في لوحة فان در غويس للزوجين. تخلص ماريان أينسورث إلى أنهما قد مُحيا من التشكيل النهائي لأنه ربما قد يكونا «عرضاً واضحاً جداً للترف في حضور العذراء والطفل، على الأرجح كانت اللوحة المفقودة حالياً لتبجيل العذراء.» كانت آذان ماريا مكشوفة في مرحلة ما، لكنهُما غُطيتا لاحقاً بالجبهة العريضة لغطاء الرأس وهو تغيير باطني وجد أيضاً في لوحة مشابهة تماماً، لوح دون الثلاثي، لوكيل الأعمال النسائية ميملينغ، الذي رسمه فيما بين 1470 إلى أوائل 1480.

## نسب اللوحة

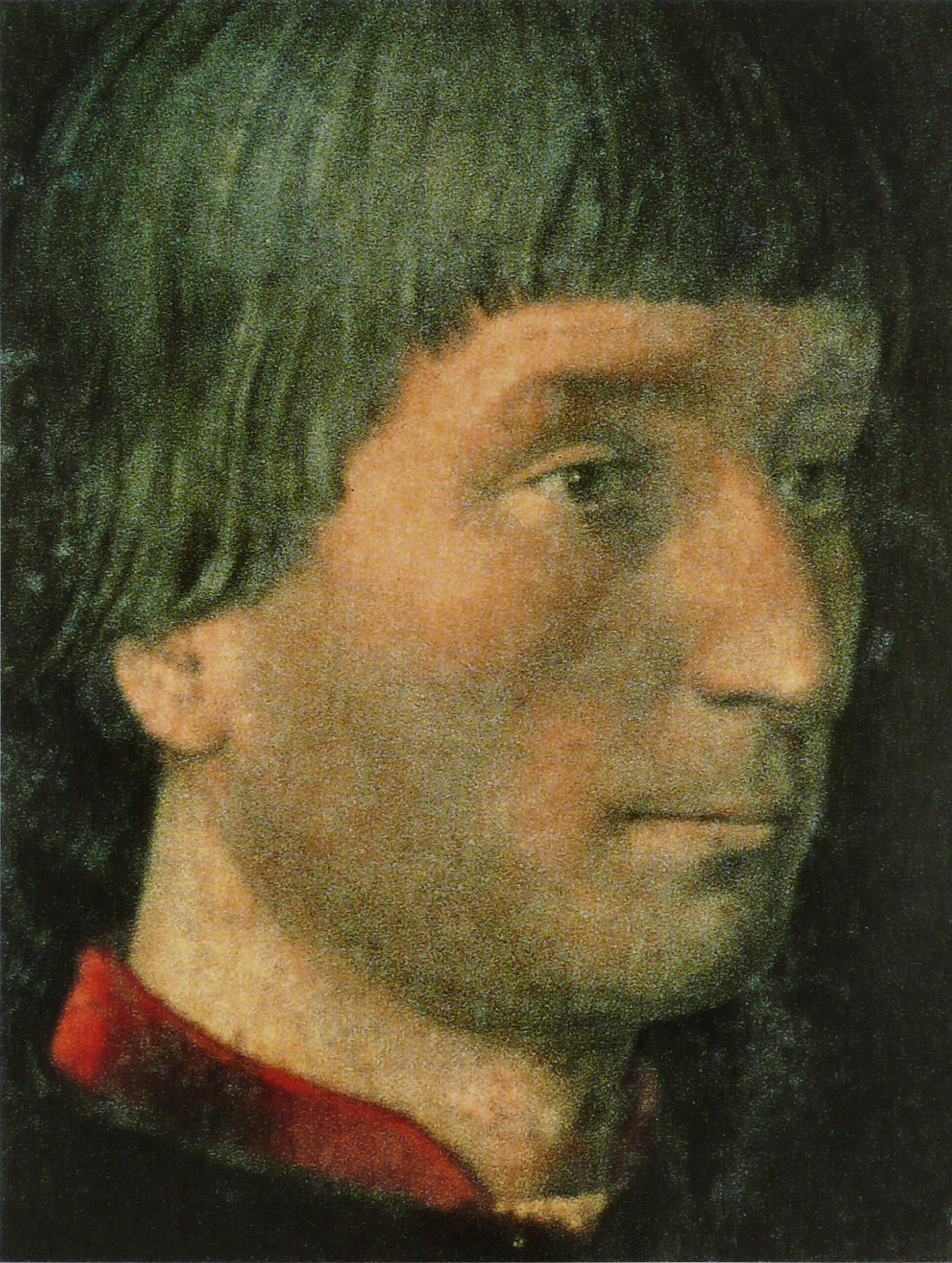
تفاصيل من بورتريه توماسو الذي رسمه هوجو، عام 1470

نُسبت اللوحة في أوقات مختلفة إلى فان در غويس وفان إيك، لكنها نُسبت إلى ميملينغ في وقت مبكر خلال معرض 1902 الإبداعي، معرض البدائية الفلمنكية في بروج (Exposition des primitifs flamands à Bruges)، عندما أعارها ليوبولد جولدشميدت المقيم في باريس. في 1916، وصفها ماكس ج. فريدلاندر بأنه تنتسب «بلا شك» إلى ميملينغ وأنها رسمت عام 1475. كتبت المؤرخة الفنية كاثيلين بيريير دي ليتيرن، بينما تشير إلى أنه من النادر وجود لوحات بورتريه لميملينغ أقل من المستوى، أن هذه اللوحة تحتوي «خطوط رقيقة لكنها منقوشة بثقة» قد تكون الخطوط الأولية لوجه ماريا، التي ربما رُسمت على الطبيعة.

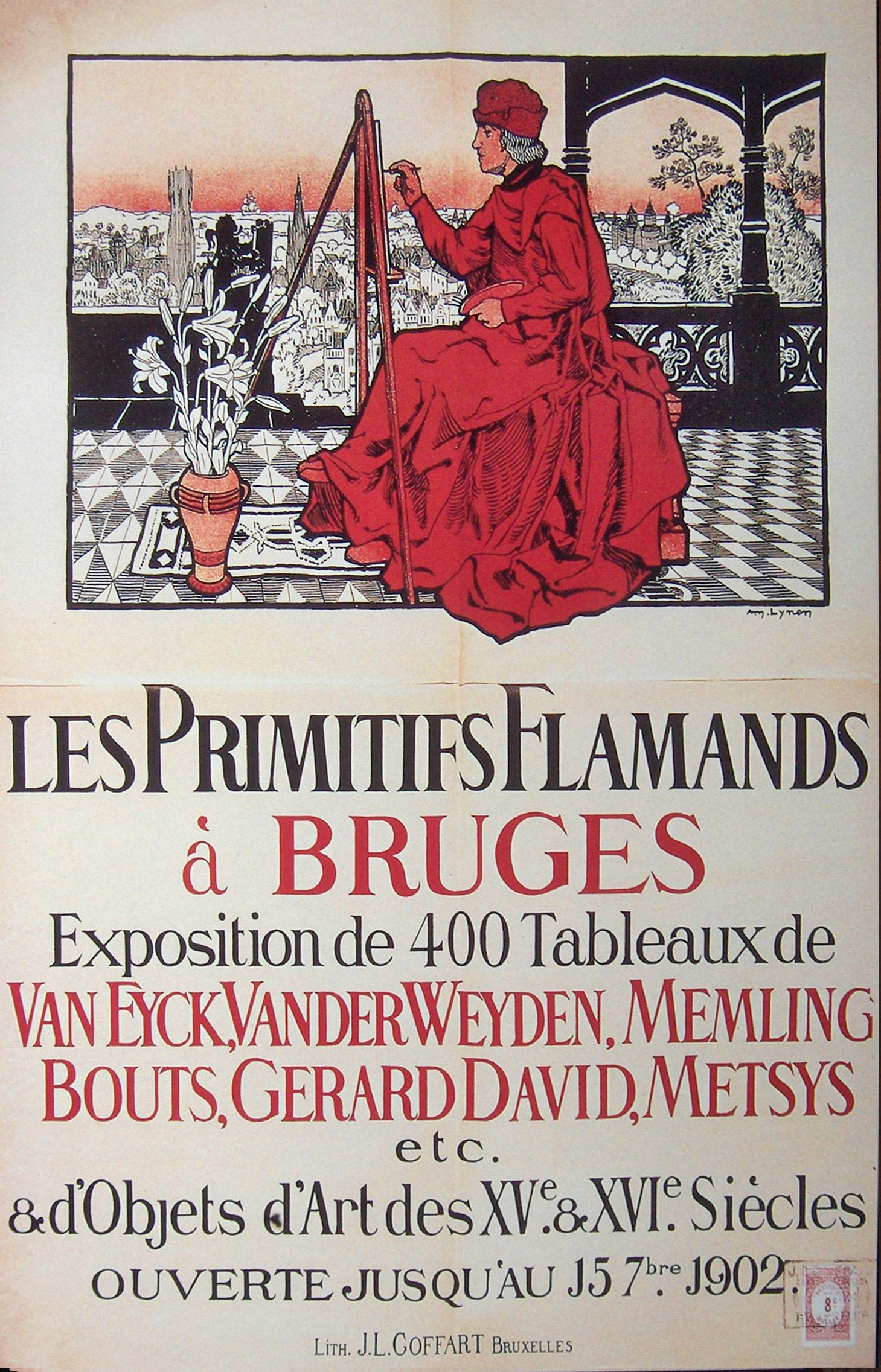
معرض البدائية الفلمنكية في بروج

سُجلّ اللوح الثلاثي ضمن قائمة مقتنيات توماسو عند وفاته. جاءت اللوحات المتواجدة في نيويورك من خلال فرانشيسكو نجل توماسو. وقد وصف اللوحة المركزية في وصيته عام 1544 بأنها «معبد صغير به ثلاث أجنحة متحركة، التي تصور السيدة مريم العذراء ووالد ووالدة المانح» (unum tabernaculettum que clauditur con tribus sportellis, in qua est depicta imago Gloriossime virginis Marie et patris et matris dicti testatoris). وقد منح فرانشيسكو اللوح الثلاثي لدير مستشفى سانتا ماريا نوفا في فلورنسا. تشير السجلات إلى وجود لوح مجنح صغير لمذبح في حالة سليمة ظل في حوزة المستشفى حتى وقت غزو نابليون، عندما تحطم على الأرجح.
بيع لوح ماريا على أنه من أعمال ديريك باوتس مقابل 6,000 فرنك عام 1870. وانتقل لاحقاً إلى العديد من المجموعات الخاصة قبل وصوله إلى حيازة إليا فولبي من روما، الذي أعاده لفترة وجيزة إلى فلورنسا. بعدها عُرضت اللوحات في لندن منذ 1901، حيث بيعت إلى فيليروي جولدشميدت من باريس بمبلغ 426,500 دولار في 1910. في 1910، اشتراها أيضاً جامع التحف بنجامين ألتمان من نيويورك بناءً على نصيحة ماكس فريدلندر، بالإضافة إلى أعمال ألبرخت دورر وخيرارد دافيد وهانس هولباين الابن - تلك اللوحات التي بدت «صرامتها الشديدة أكثر تناغماً مع ذوقه الخاص». وقد أوصى ألتمان بمنح مقتنياته إلى متحف المتروبوليتان بعد وفاته في 1913.